# Descent 3
Descent 3 – ostatnia część gry Descent wydana 11 czerwca 1999 (planowany projekt Descent 4 nie został skończony). 

## Rozgrywka
Gra jest dość rozbudowana, posiada 15 poziomów, gracz wciela się w Strażnika Zasobów korporacji PTMC (SZ 1032), którego celem jest powstrzymanie nanowirusa i odzyskanie swoich pieniędzy od Samuela Dravisa, szefa kadr PTMC. Poprzednio zniszczył on statek SZ. Po długim dryfie w przestrzeni kosmicznej, SZ został uratowany przez statek organizacji badawczej Czerwony Akropolis (Red Acropolis), mającą siedzibę na Marsie. Organizacja ta chce powstrzymać wirusa "wypuszczonego" przez PTMC. Akropolis na początku gry sprawia graczowi nowy statek (poprzedni został pozostawiony w kosmosie) Pyro GL wraz ze skromnym uzbrojeniem. Wraz z towarzyszącym nam robotem-przewodnikiem GuideBotem wyruszamy następnie w przygodę, polegającą głównie na niszczeniu kolejnych wrogów i rozwiązywaniu zagadek.